# Митра (головной убор)

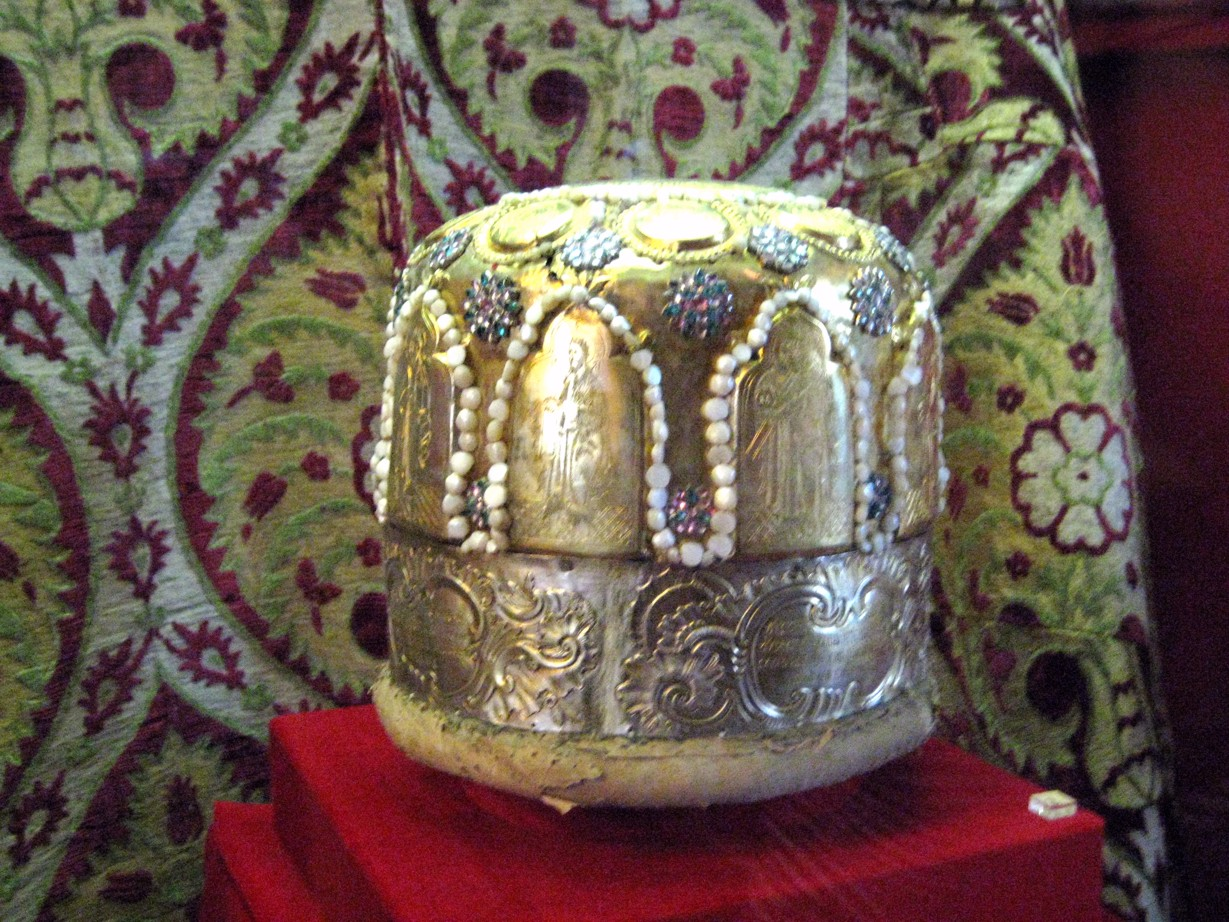
Русская митра в Государственном историческом музее, Москва

Ми́тра (др.-греч. μίτρα — «пояс, головная повязка») — головной убор, часть богослужебного облачения в ряде христианских церквей.

## Символизм
Митра украшает священнослужителя, поскольку он во время богослужения изображает Царя Христа, и одновременно напоминает о терновом венце, которым был коронован Спаситель. В православной церкви при надевании митры на архиерея читается молитва: «Положи, Господи, на главу твою венец и от камений драгих…», как и при совершении таинства брака. По этой причине митра понимается также как образ золотых венцов, которыми венчаются «праведники в Царстве Небесном на брачном пире сочетания Иисуса Христа с Церковью».

## Митра у православных

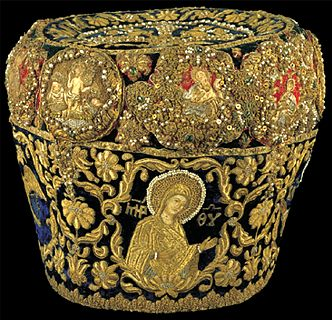
Греческая митра, 1715 год

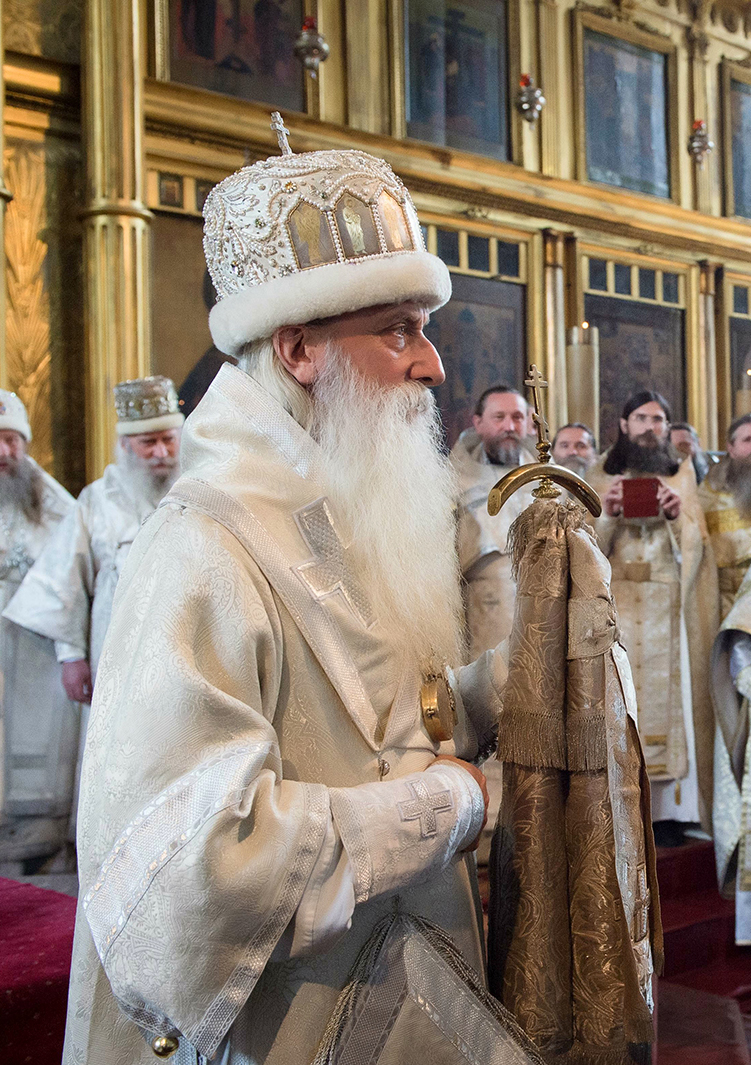
Старообрядческий митрополит Московский Корнилий в русской митре

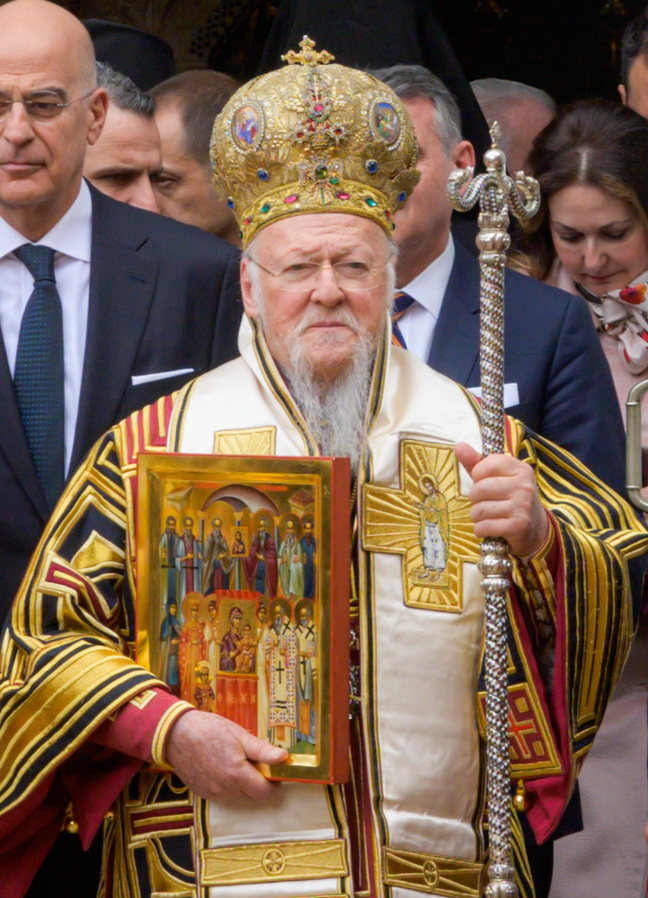
Патриарх Константинопольский Варфоломей в греческой митре.

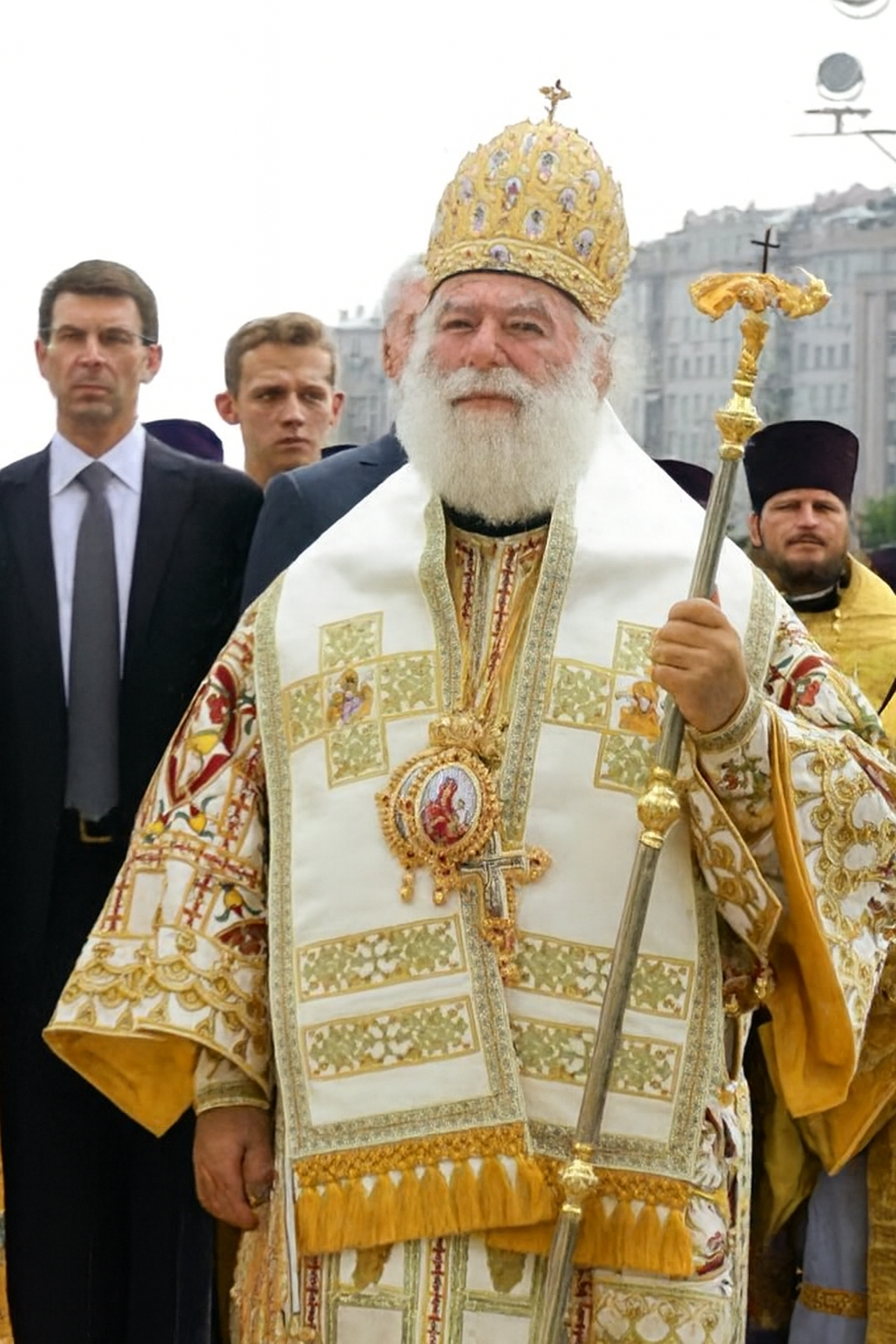
Патриарх Феодор II в митре-тиаре. Такую митру носят только александрийские патриархи

Исторически митра на Востоке символизировала императорскую власть: считается, что, как и саккос, Константинопольский патриарх начал использовать её в своём облачении после падения Константинополя в 1453 году.
Более древнюю историю имеет практика использования митры Александрийскими патриархами. Более того у александрийских патриархов митра традиционно имеет форму тиары.
В первой половине XVII века традиция ношения митры распространилась на всех архиереев, как в греческих церквях, так и в русской (ранее русские епископы носили архиерейскую шапку с опушкой).
В современной практике митру носят все архиереи, архимандриты, а также женатые священники, которым право ношения митры дается в качестве награды за особые заслуги. Священники, награждённые правом ношения митры, называются митрофорными. На митре по бокам помещаются маленькие иконы — Иисуса Христа, Богоматери, Иоанна Предтечи и какого-либо святого или праздника; и одна икона наверху — Троицы или серафима.
До реформ патриарха Никона в Русской церкви использовались митры в форме полусферической шапки с меховой опушкой, которые сохранились по настоящее время у старообрядческих епископов. В Русской церкви до 1786 года митра была частью богослужебного облачения монашествующего духовенства — архимандритов и епископов. 29 ноября (10 декабря) 1786 года произошёл первый в истории Православной церкви случай награждения митрой представителя белого духовенства. Тогда императрица Екатерина II пожаловала митрой своего духовника, протоиерея Благовещенского собора Иоанна Иоанновича Памфилова. Однако до 1917 года случаи награждения митрами представителей белого духовенства были крайне редки. Известны факты, когда правом ношения митры за богослужением удостоивали игуменов крупных монастырей.
В современной Русской православной церкви архиерейская митра, как и в греческих церквах, увенчивается маленьким крестом. Эту митру на Великом входе диакон несёт впереди торжественного шествия церковно- и священнослужителей и через царские врата вносит в алтарь. Когда митру снимают с главы архиерея, то после этого её поставляют на святой престол на дальнем правом (юго-западном) углу. До 1989 года митры, увенчанные крестом, носили только патриарх и митрополиты; в конце декабря 1988 года Священный синод РПЦ установил обычай ношения митры, увенчанной крестом, для всего епископата. Начальник Русской Духовной миссии в Иерусалиме, возведённый в сан архимандрита, при служении в храмах Духовной миссии также носит митру с крестом. В РПЦЗ кресты на митре появились только после «Акта о каноническом общении» (2007) и воссоединения с Московским Патриархатом.
Разновидностью православной митры является митра-корона, имеющая над нижним пояском зубчатый венец (как правило, из 12 лепестков). Митра-корона до XVIII века была основным типом митры.

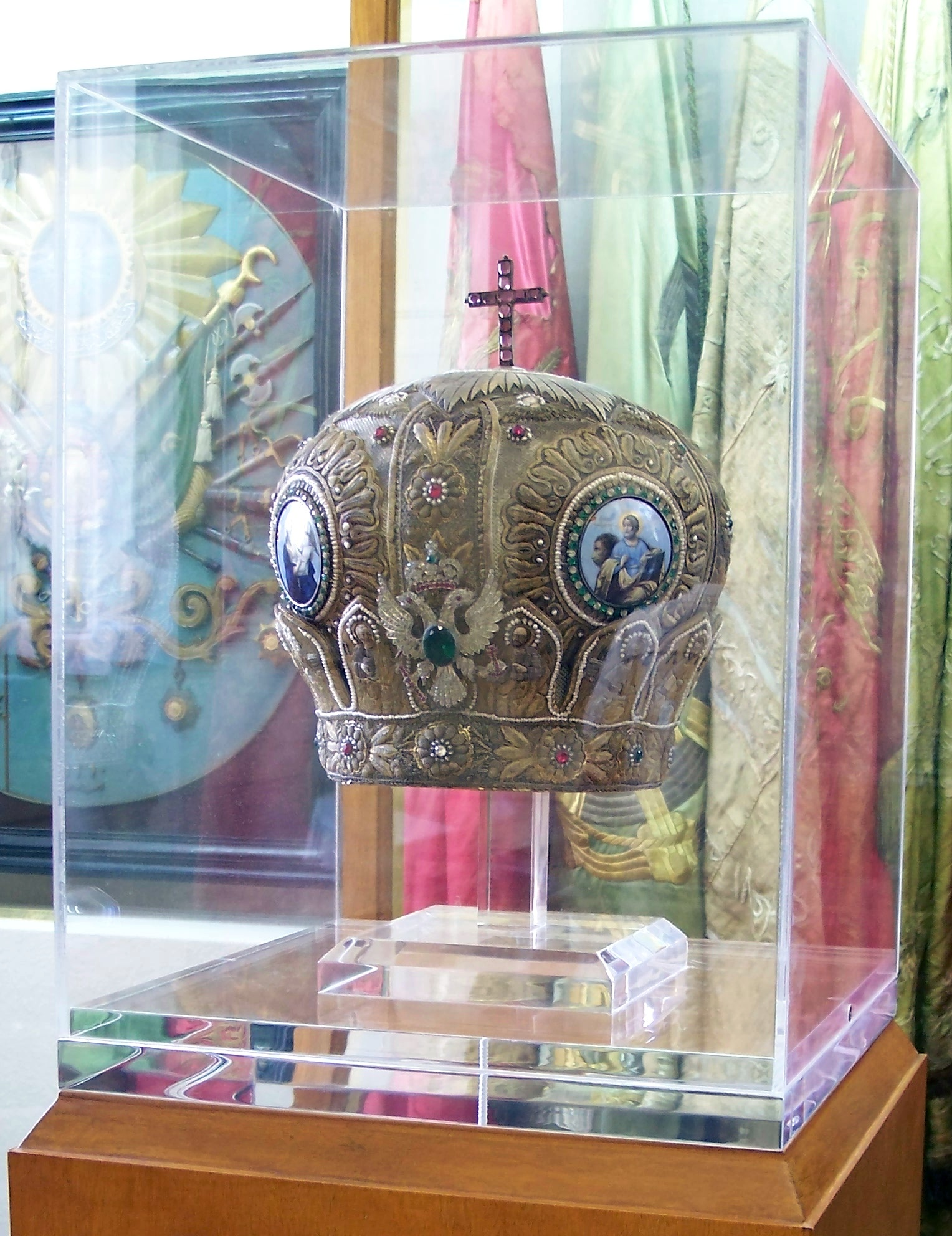
Митра святителя Хризостома Смирнского
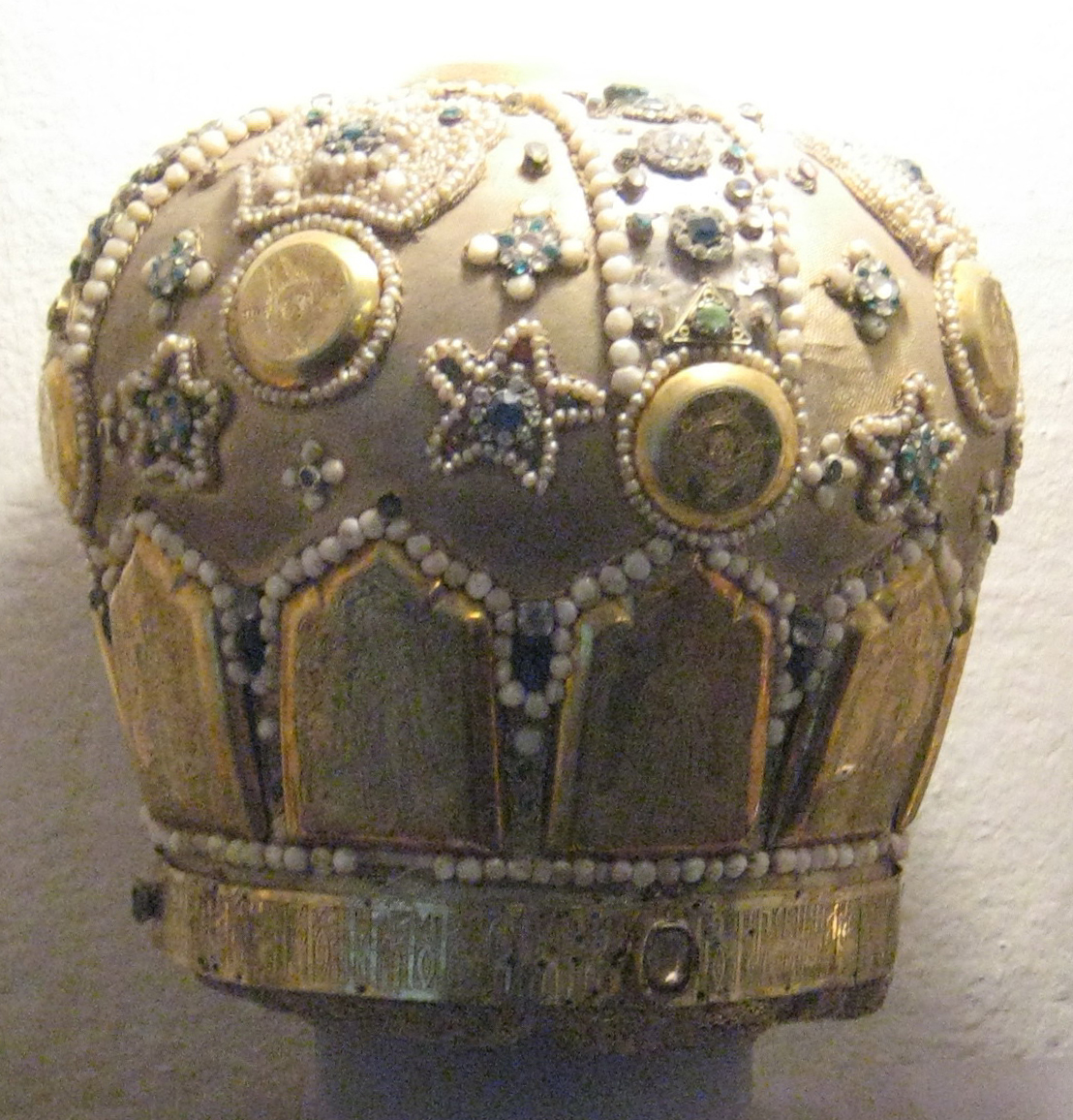
Митра игумена Мирожского монастыря, 1689 год. Псковский музей
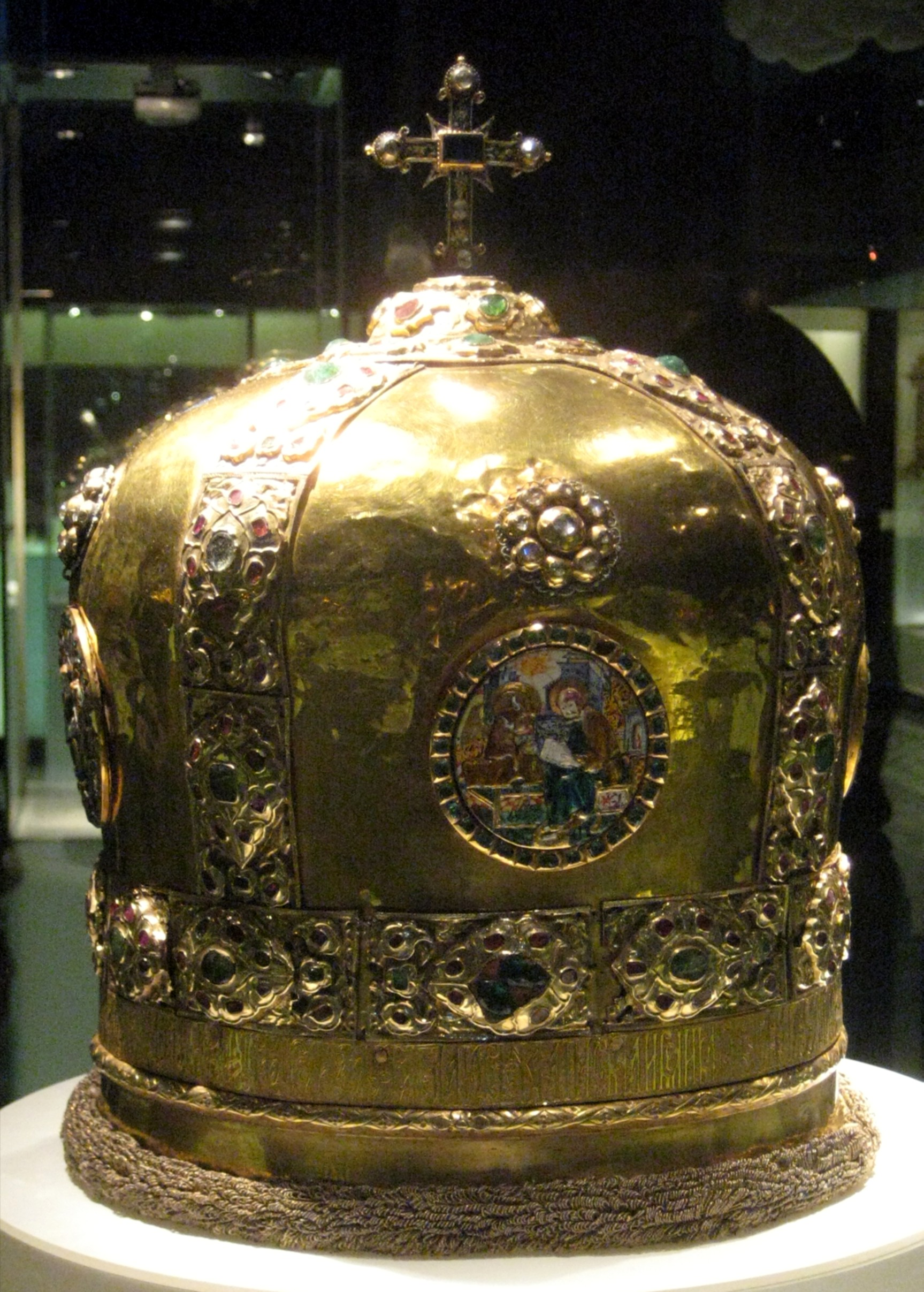
Митра киевского митрополита Гедеона (1685 год, мастерские Московского Кремля)
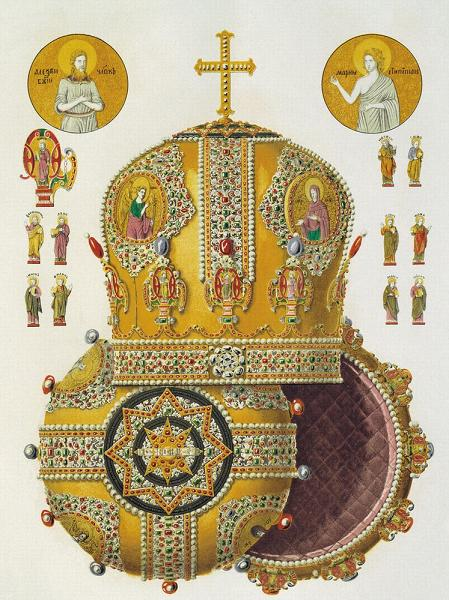
Митра Патриарха Никона, XVII век

## Митра у католиков и протестантов

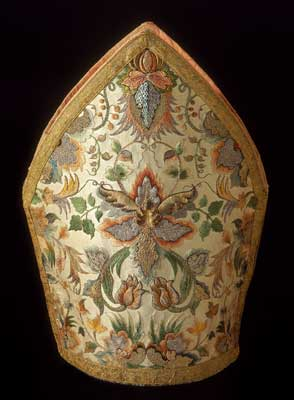
Католическая митра

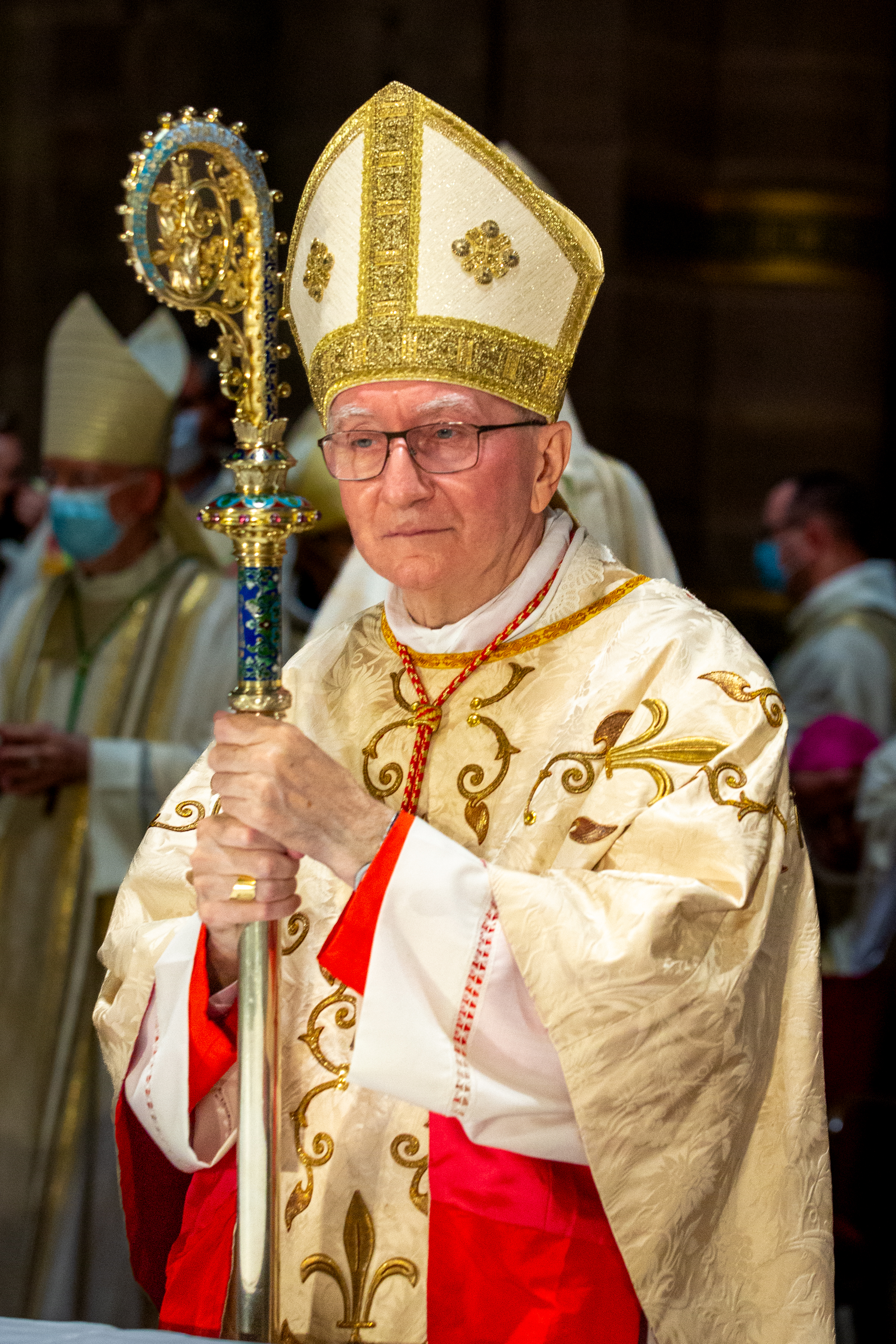
Кардинал Пьетро Паролин в митре

В католической церкви митра (инфула) — принадлежность богослужебного литургического облачения высшего клира: епископов, архиепископов, митрополитов, кардиналов и папы римского. В соответствии с нормами права римско-католической церкви, митры могут носить только епископы либо священники-прелаты, обладающие «подлинной юрисдикцией» (лат. vera iurisdictio). Согласно Апостольскому посланию «Pontificalia insignia» Павла VI, правом на ношение митры пользуются следующие прелаты, не имеющие епископского достоинства: легаты Римского понтифика, аббаты и прелаты, имеющие юрисдикцию на территории, отделенной от какого бы то ни было диоцеза, апостольские администраторы, апостольские префекты и апостольские викарии. Ранее право на ношение митры и использование других знаков епископского достоинства (понтификалий) могло быть связано с титулом, не предполагающим юрисдикции, либо дароваться в виде особой привилегии.
Современная митра состоит из двух частей, с лобовой и затылочной частей головы, каждая из которых имеет завершение конической формы. Сзади к митре прикреплены две ленты, символизирующие Ветхий и Новый Завет. Исторически форма митры претерпела существенные изменения: в X веке она имела вид конической шапочки с острым завершением, к XII веку она приобрела вид короны с двумя заострениями с височных частей головы, а с конца XII века — со стороны лба и затылка. К XVII веку митра приобрела современную форму
В исторические времена у католиков было три типа митр:
- простая митра (лат. mitra simplex) из белой шёлковой или льняной материи без каких-либо украшений;
- драгоценная митра (лат. mitra pretiosa), украшенная золотым шитьём и драгоценными камнями;
- золотая митра (лат. mitra auriphrygiata) из материи золотого цвета или из шёлковой материи белого цвета с золотой, серебряной или цветной вышивкой.

После реформ Второго Ватиканского собора остались два типа митр:
- простая митра: белая у епископов, муарово-белая у кардиналов; носится в большинстве случаев;
- украшенная митра: митра с золотым шитьём; носится по большим церковным праздникам.

Греко-католические иерархи, архимандриты, протоархимандриты и митрофорные протоиереи носят митры по форме такие же, как и употребляющиеся в православной церкви.
В старокатолических, англиканских и некоторых лютеранских церквах употребляются митры традиционной западной формы. Право носить митру в этих церквах принадлежит исключительно епископам.

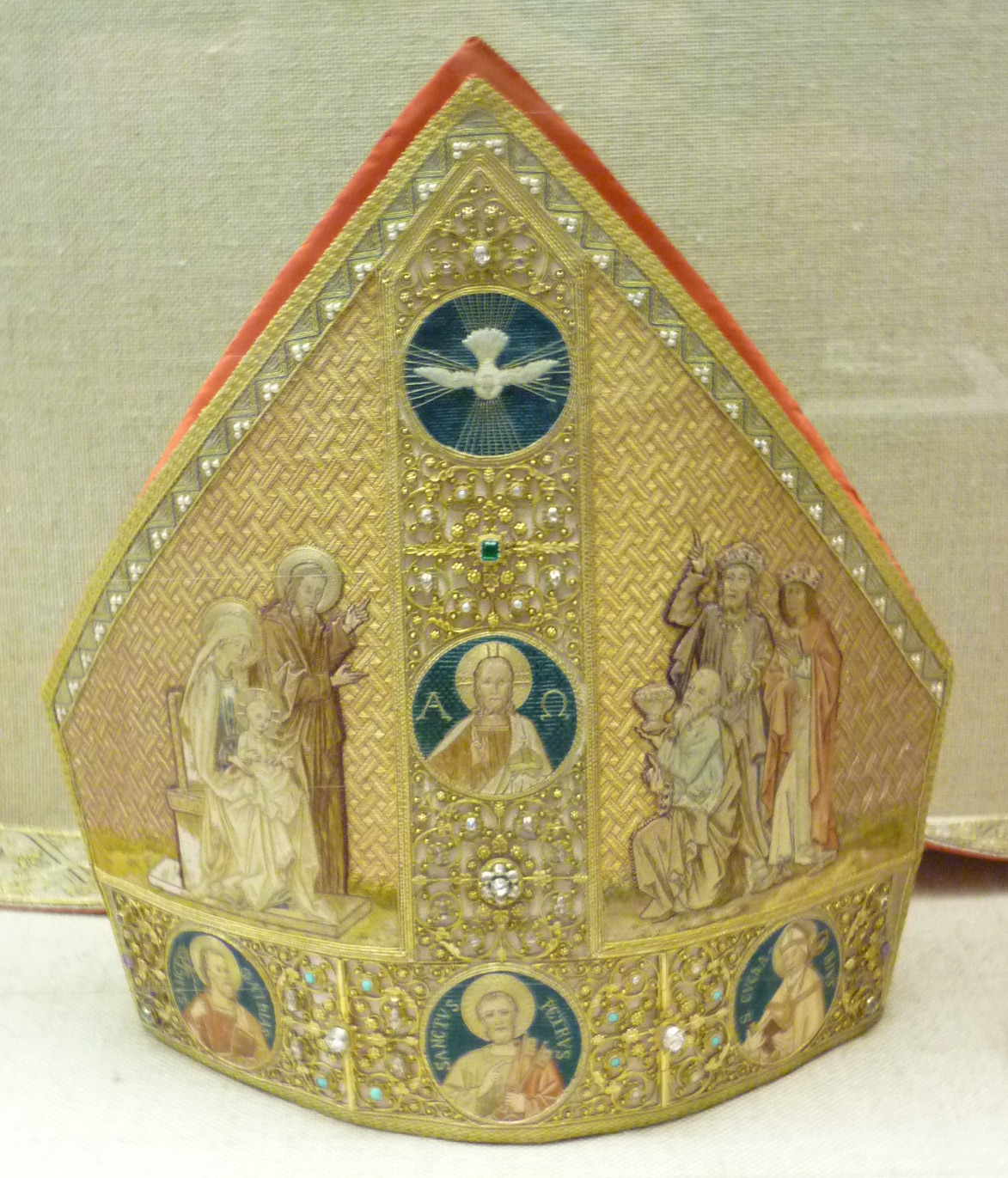
Митра из кафедрального собора Трира, XIX в., Германия
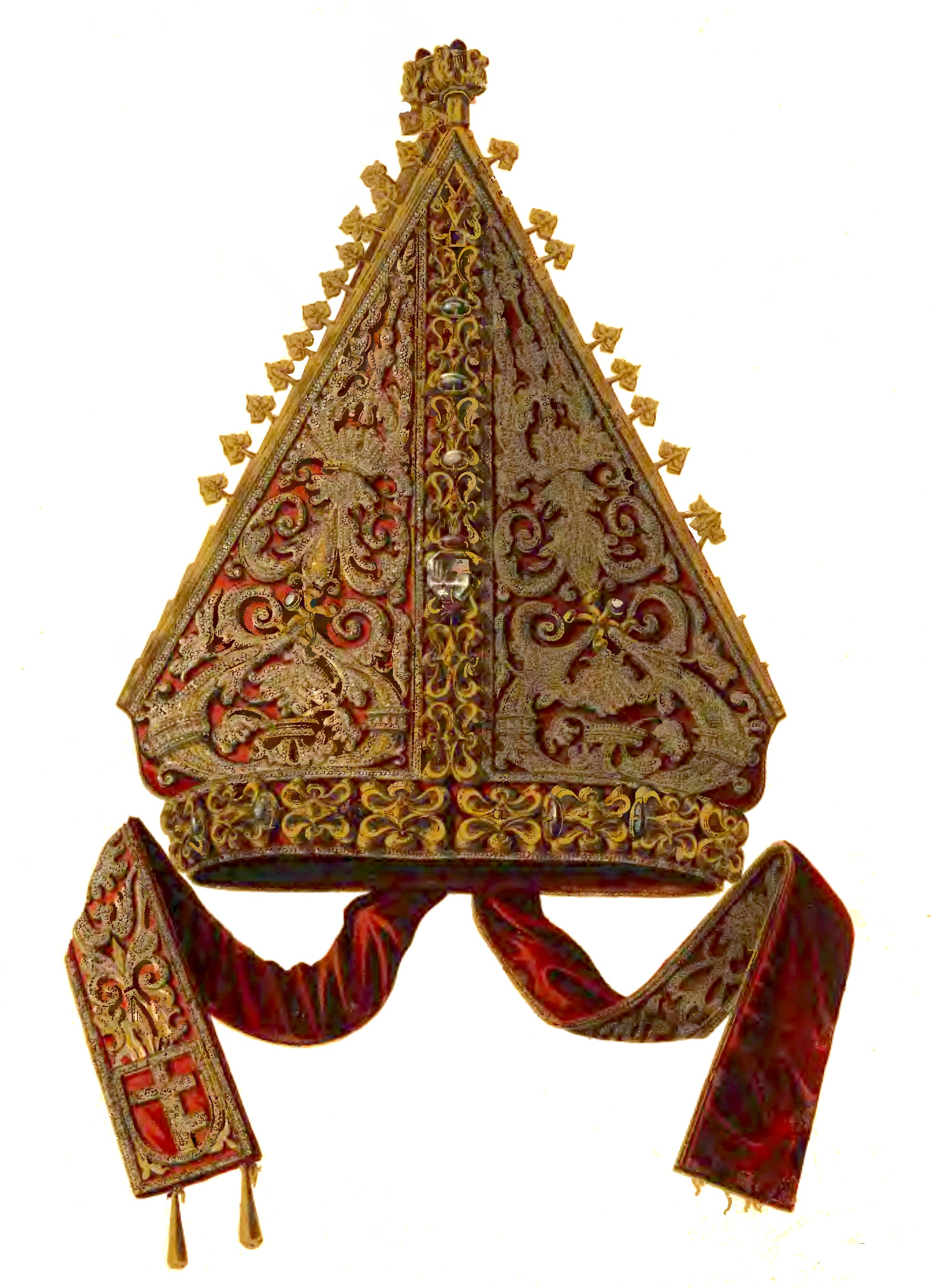
Митра епископа Краковского Томаша Стшемпинского, XV в., Польша
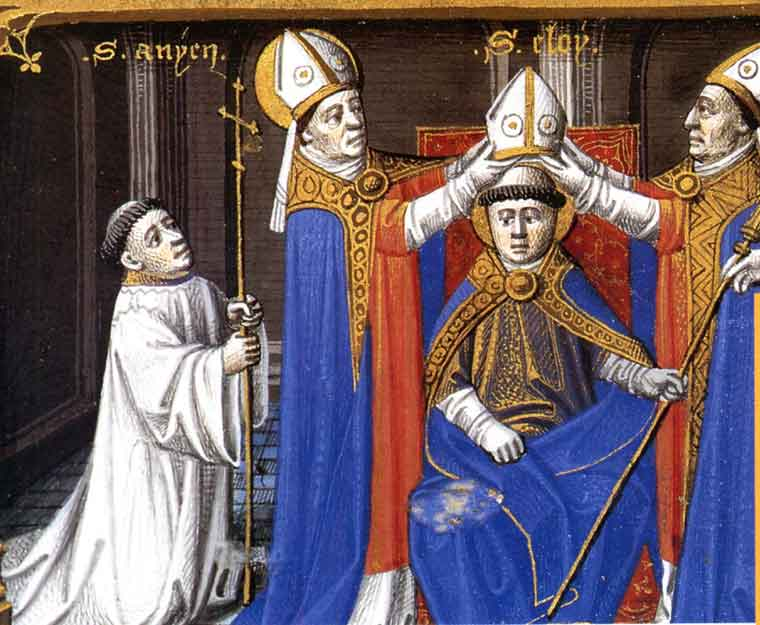
Возложение митры на святого Элигия
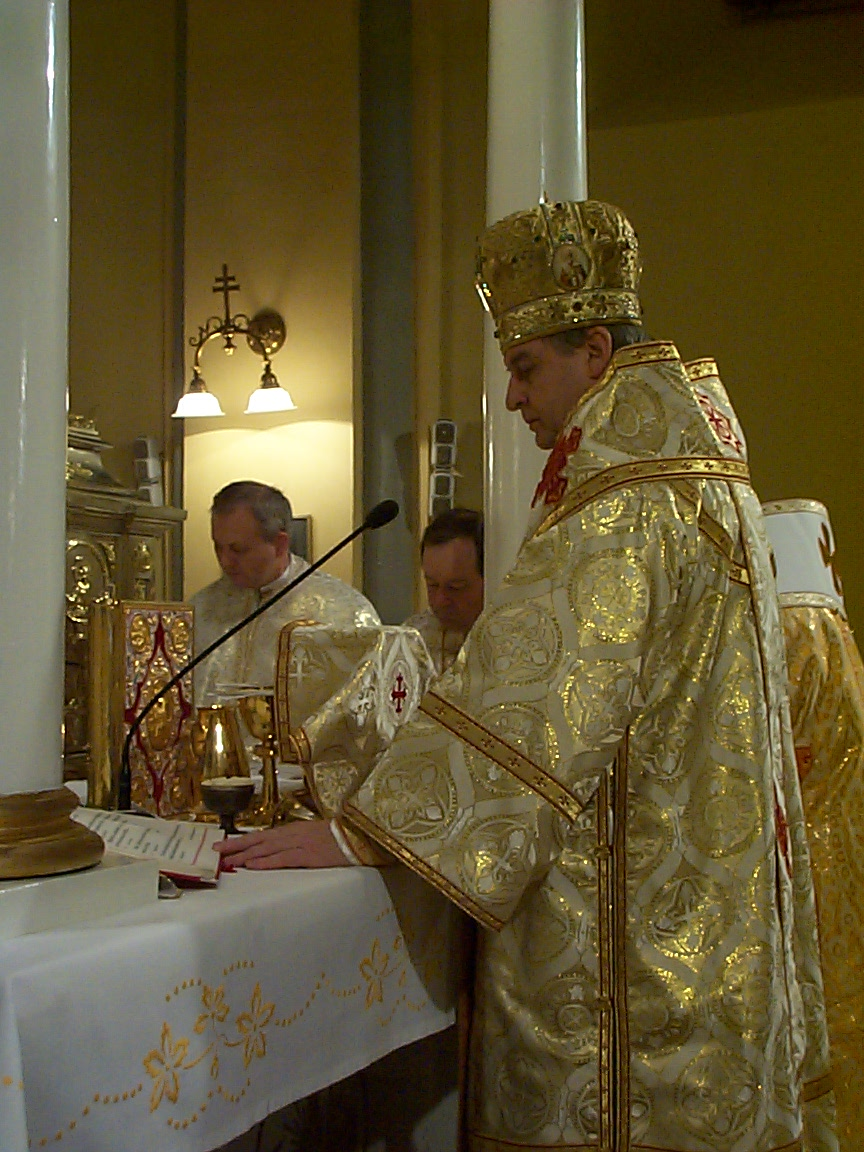
Ян Бабьяк, митрополит Словацкой грекокатолической церкви в православной митре

## Митра в нехалкидонских церквах
В Армянской апостольской церкви, митры, аналогичные греческим и близкие им по форме, носят священники и архимандриты. Митра непременно увенчана крестом и спереди украшена изображением Пастыря с агнцем или образом Спасителя. Епископы и католикосы носят митры, аналогичные католическим, однако отличающиеся от современных западных образцов.

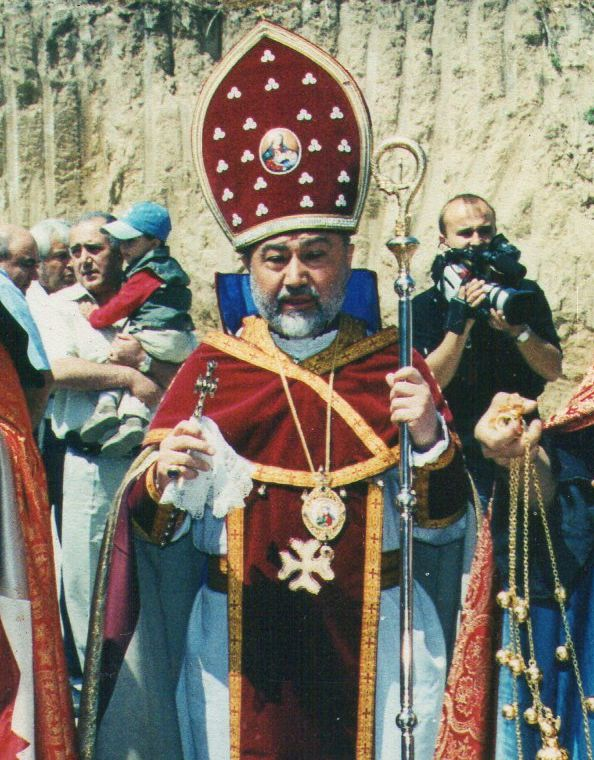
Архиепископ украинской епархии ААЦ Григорис
Священник ААЦ в Донецкой области тер Усик

В дохалкидонских церквах западно-сирийской (яковитской), восточно-сирийской (ассирийской), коптской и эфиопской традиций епископы носят митры, аналогичные греческим.

## Другие значения
В Древней Греции и Древнем Риме «митрой» (др.-греч. μίτρα, лат. mitra) называли восточный головной убор (род тюрбана), который носили, главным образом, женщины, а также мужчины-щёголи. Типичный «этический» контекст митры, например, у Цицерона:

Что же касается Публия Клодия, то он, носивший раньше платья шафранного цвета, митру, женские сандалии, пурпурные повязочки и нагрудник, от псалтерия, от гнусности, от разврата неожиданно сделался сторонником народа.— Цицерон. Речь об ответах гаруспиков XXVIII, 44, 6